# Gustavo Zapata
Gustavo Miguel Zapata (ur. 15 października 1967 w Saladillo) – argentyński piłkarz, grający podczas kariery na pozycji pomocnika.

## Kariera klubowa
Gustavo Zapata rozpoczął karierę w drugoligowym River Plate w 1986. W był wypożyczony do drugoligowego CA Temperley. Po powrocie w sezonie 1988/89 Zapata zadebiutował w argentyńskiej ekstraklasie. W sezonie 1999/90 wywalczył sobie miejsce podstawowym składzie. Z River Plate trzykrotnie zdobył mistrzostwo Argentyny: 1990, Apertura 1991 i Apertura 1993.
Jesienią 1993 zdecydował się na transfer do nowo utworzonej J.League do klubu Yokohama Marinos. W Japonii Zapata występował przez trzy lata i rozegrał w J.League 95 meczów, w których strzelił 3 bramki. Po powrocie do Argentyny został zawodnikiem San Lorenzo de Almagro. Ostatnim klubem jego karierze była Chacarita Juniors, w której zakończył karierę w 2001. Ogółem w latach 1989-2001 w lidze argentyńskiej rozegrał 176 meczów, w których strzelił 2 bramki.
| Sezon     | Klub                   | Kraj      | Rozgrywki          | Mecze | Bramki |
| --------- | ---------------------- | --------- | ------------------ | ----- | ------ |
| 1986/87   | River Plate            | Argentyna | Primera División   | 0     | 0      |
| 1987/88   | CA Temperley           | Argentyna | Primera B Nacional | 33    | 1      |
| 1988/89   | River Plate            | Argentyna | Primera División   | 2     | 0      |
| 1989/90   | River Plate            | Argentyna | Primera División   | 20    | 1      |
| 1990/91   | River Plate            | Argentyna | Primera División   | 32    | 0      |
| 1991/92   | River Plate            | Argentyna | Primera División   | 28    | 1      |
| 1992/93   | River Plate            | Argentyna | Primera División   | 36    | 0      |
| 1993/94   | River Plate            | Argentyna | Primera División   | 1     | 0      |
| 1993      | Yokohama Marinos       | Japonia   | J.League           | 3     | 0      |
| 1994      | Yokohama Marinos       | Japonia   | J.League           | 20    | 2      |
| 1995      | Yokohama Marinos       | Japonia   | J.League           | 46    | 1      |
| 1996      | Yokohama Marinos       | Japonia   | J.League           | 26    | 0      |
| 1996/97   | San Lorenzo de Almagro | Argentyna | Primera División   | 14    | 0      |
| 1997/98   | San Lorenzo de Almagro | Argentyna | Primera División   | 24    | 0      |
| 1998/99   | San Lorenzo de Almagro | Argentyna | Primera División   | 8     | 0      |
| 1999/2000 | San Lorenzo de Almagro | Argentyna | Primera División   | 0     | 0      |
| 1999/2000 | Chacarita Juniors      | Argentyna | Primera División   | 0     | 0      |
| 2000/01   | Chacarita Juniors      | Argentyna | Primera División   | 11    | 0      |

## Kariera reprezentacyjna
W reprezentacji Argentyny Zapata zadebiutował 13 marca 1991 w zremisowanym 0-0 towarzyskim meczu z Meksykiem. W 1991 uczestniczył w Copa América. Argentyna wygrała turniej a Zapata wystąpił w dwóch meczach grupowych z Paragwajem i Peru. W 1993 po raz drugi uczestniczył w Copa América. Argentyna obroniła tytuł a Zapata wystąpił we wszystkich sześciu meczach turnieju. W 1997 po raz trzeci wystąpił w Copa América. Ostatni raz w reprezentacji Zapata wystąpił 10 marca 1998 w wygranym 2-0 towarzyskim meczu z Bułgarią. Ogółem w barwach albicelestes wystąpił w 27 meczach.
| Mecze i gole w reprezentacji | Mecze i gole w reprezentacji | Mecze i gole w reprezentacji | Mecze i gole w reprezentacji | Mecze i gole w reprezentacji | Mecze i gole w reprezentacji | Mecze i gole w reprezentacji |
| #                            | Data                         | Miasto                       | Przeciwnik                   | Gol                          | Wynik                        | Rozgrywki                    |
| ---------------------------- | ---------------------------- | ---------------------------- | ---------------------------- | ---------------------------- | ---------------------------- | ---------------------------- |
| 1.                           | 13.03.1991                   | Buenos Aires                 | Meksyk                       |                              | 0:0                          | towarzyski                   |
| 2.                           | 19.05.1991                   | Palo Alto                    | Stany Zjednoczone            |                              | 1:0                          | towarzyski                   |
| 3.                           | 12.07.1991                   | Concepción                   | Paragwaj                     |                              | 4:1                          | Copa América                 |
| 4.                           | 14.07.1991                   | Santiago                     | Peru                         |                              | 3:2                          | Copa América                 |
| N1.                          | 25.09.1991                   | Buenos Aires                 | Reszta Świata                |                              | 2:1                          | towarzyski                   |
| 5.                           | 18.02.1993                   | Buenos Aires                 | Brazylia                     |                              | 1:1                          | towarzyski                   |
| 6.                           | 17.06.1993                   | Guayaquil                    | Boliwia                      |                              | 1:0                          | Copa América                 |
| 7.                           | 20.06.1993                   | Guayaquil                    | Meksyk                       |                              | 1:1                          | Copa América                 |
| 8.                           | 23.06.1993                   | Guayaquil                    | Kolumbia                     |                              | 1:1                          | Copa América                 |
| 9.                           | 27.06.1993                   | Guayaquil                    | Brazylia                     |                              | 1:1                          | Copa América                 |
| 10.                          | 01.07.1993                   | Guayaquil                    | Kolumbia                     |                              | 0:0                          | Copa América                 |
| 11.                          | 04.07.1993                   | Guayaquil                    | Meksyk                       |                              | 2:1                          | Copa América                 |
| 12.                          | 01.08.1993                   | Lima                         | Peru                         |                              | 1:0                          | el. MŚ                       |
| 13.                          | 15.08.1993                   | Barranquilla                 | Kolumbia                     |                              | 1:2                          | el. MŚ                       |
| 14.                          | 22.08.1993                   | Buenos Aires                 | Peru                         |                              | 2:0                          | el. MŚ                       |
| 15.                          | 29.08.1993                   | Buenos Aires                 | Paragwaj                     |                              | 0:0                          | el. MŚ                       |
| 16.                          | 05.09.1993                   | Buenos Aires                 | Kolumbia                     |                              | 0:5                          | el. MŚ                       |
| 17.                          | 31.10.1993                   | Sydney                       | Australia                    |                              | 1:1                          | el. MŚ                       |
| 18.                          | 17.11.1993                   | Buenos Aires                 | Australia                    |                              | 1:0                          | el. MŚ                       |
| 19.                          | 12.02.1997                   | Barranquilla                 | Kolumbia                     |                              | 1:0                          | el. MŚ                       |
| 20.                          | 02.04.1997                   | La Paz                       | Boliwia                      |                              | 1:2                          | el. MŚ                       |
| 21.                          | 11.06.1997                   | Cochabamba                   | Ekwador                      |                              | 0:0                          | Copa América                 |
| 22.                          | 14.06.1997                   | Cochabamba                   | Chile                        |                              | 2:0                          | Copa América                 |
| 23.                          | 17.07.1997                   | Cochabamba                   | Paragwaj                     |                              | 1:1                          | Copa América                 |
| 24.                          | 21.07.1997                   | Sucre                        | Peru                         |                              | 1:2                          | Copa América                 |
| 25.                          | 16.11.1997                   | Buenos Aires                 | Kolumbia                     |                              | 1:1                          | el. MŚ                       |
| 26.                          | 19.02.1998                   | Mendoza                      | Rumunia                      |                              | 2:1                          | towarzyski                   |
| 27.                          | 10.03.1998                   | Buenos Aires                 | Bułgaria                     |                              | 2:0                          | towarzyski                   |